# Bonaventura Vernis i Juvés
Bonaventura Vernis i Juvés, conegut com el “Sastre d'All”, (Puigcerdà, 1886 – Alp, 31 de juliol de 1936) fou un empresari tèxtil puigcerdanenc, regidor i alcalde de Puigcerdà. Participà activament en la vida social i política de Puigcerdà essent membre del Casino Ceretano, president de la societat coral “La Sardana”, alcalde i regidor de Puigcerdà pel partit Unión Patriótica. Fou assassinat el 1936, pocs dies després del cop d'estat del 18 de juliol que desembocà en la Guerra Civil espanyola, a mans dels anarcosindicalistes de la CNT-FAI, comandades per Antonio Martín.